# Cisco Kid
Pour les articles homonymes, voir The Cisco Kid (film, 1931) et Cisco Kid (série télévisée).

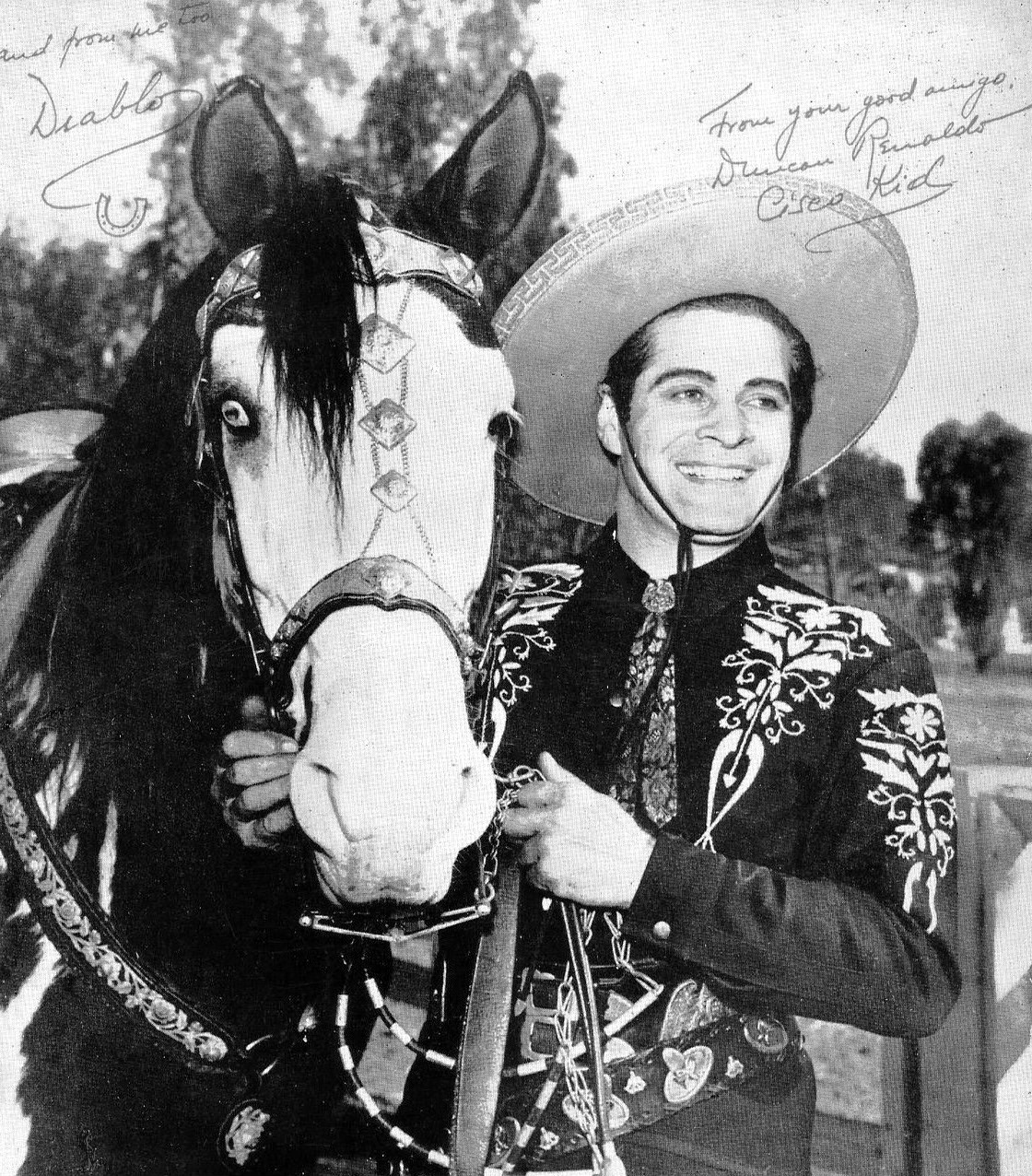
Cisco Kid incarné par Duncan Renaldo en 1953.

Cisco Kid est un personnage de fiction créé par l'écrivain américain O. Henry dans sa nouvelle « The Caballero's Way », publiée en 1907. Tueur sanguinaire dans cette première version, Cisco Kid devient un personnage beaucoup plus positif dans les adaptations cinématographiques qui se succèdent de 1928 à 1950, ainsi que dans une série télévisée à succès diffusée de 1950 à 1956 et un comic strip publiée de 1951 à 1968.

## Historique du personnage

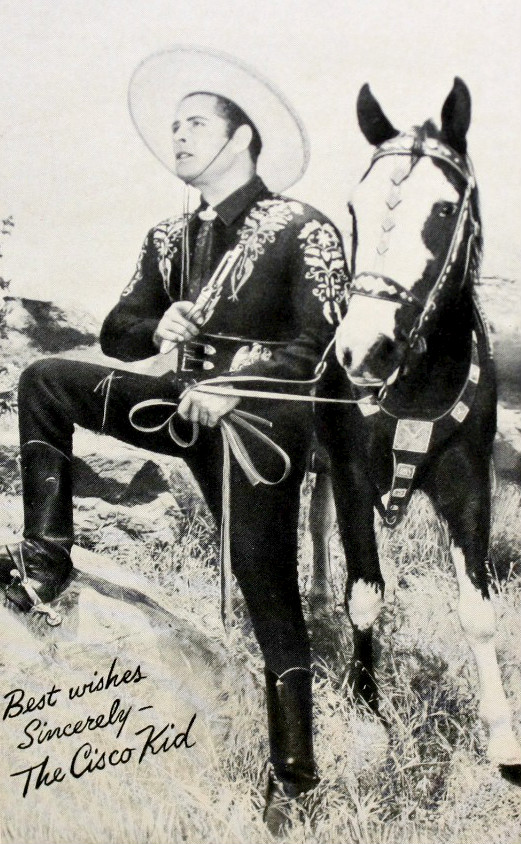
Cisco Kid et Diablo.

Cisco Kid apparaît dans la nouvelle « The Caballero's Way » d'O. Henry, publiée en 1907. Tueur sanguinaire dans cette première version, Cisco Kid devient un personnage beaucoup plus positif à partir du film In Old Arizona, qui vaut à Warner Baxter l'Oscar du meilleur acteur en 1930. Baxter joue ce « fier cavalier mexicain au sourire charmeur, vêtu d'un élégant costume sombre et coiffé d'un sombrero savamment incliné » dans quatre autres films, dont The Cisco Kid en 1931.
Cisco est ensuite interprété entre 1939 et 1950 par Cesar Romero, Duncan Renaldo et Gilbert Roland. D'autres acteurs l'incarnent dans plusieurs centaines d'épisodes d'un feuilleton radiophonique diffusé en 1942 à 1956. Une adaptation en bande dessinée isolée par John Giunta (en) est également publiée en 1944. À l'occasion de ces créations, Cisco se voit adjoindre un compagnon, Gordito, remplacé en 1945 par Pancho.
Renaldo incarne à nouveau Cisco dans une série télévisée à succès diffusée de 1950 à 1956. Cette série est adaptée en bande dessinée par le scénariste Rod Reed qui écrit 41 comic books pour Dell Comics entre 1950 et 1958 et une bande quotidienne diffusée par King Features Syndicate de 1951 à 1968. Dessinée avec brio par l'Argentin José Luis Salinas, cette adaptation, traduite dans de nombreuses langues, est une des plus célèbres bandes dessinées en western.
Le personnage fait depuis des apparitions sporadiques dans divers médias, notamment à la télévision (en) en 1994.

### Documentation
- (en) Zoran Djukanovic, « The Astonishing Visual Narration of The Cisco Kid : Beyond the Boundaries of Story », sur The Comics Journal, 12 juin 2019.
- Patrick Gaumer, « Cisco Kid (The) », dans Dictionnaire mondial de la BD, Paris, Larousse, 2010 (ISBN 9782035843319), p. 184.